# Maasoglossum verrucosporum
Maasoglossum verrucosporum är en svampart som beskrevs av K.S. Thind & R. Sharma 1985. Maasoglossum verrucosporum ingår i släktet Maasoglossum och familjen Geoglossaceae.   Inga underarter finns listade i Catalogue of Life.